# كريس مارتن (لاعب كرة قدم أمريكية)
كريس مارتن (بالإنجليزية: Chris Martin) هو لاعب كرة قدم أمريكية أمريكي، ولد في 19 ديسمبر 1960 في هنتسفيل في الولايات المتحدة.

## وصلات خارجية
- كريس مارتن على موقع مرجع كرة القدم المحترفة.كوم (الإنجليزية)